# Bru Jne. & Cie.
Bru Jne. & Cie., kurz Bru genannt, war eine im 19. Jahrhundert in Frankreich gegründete Puppen-Manufaktur. Die Firma genoss den Ruf als eine der besten Herstellerinnen von Porzellankopfpuppen, war darüber hinaus aber auch eine der Pionierinnen von mechanisch angetriebenen Puppen.

## Geschichte
Das Unternehmen wurde 1866 von Léon Casimir Bru gegründet, der schon in den 1850er Jahren Puppen mit bestimmten Namen als Schutzmarken eintragen ließ, so
- 1855: Le Dormeur („Der Schlafende“);
- 1867: Surprise Doll.[2]

Die Compagnie (Cie.) hatte ihren Firmensitz in Paris sowie in Montreuil. Die dort kreierten Puppen wurden sowohl aus Porzellan und unter anderem aus Holz, Gummi und Papiermaché hergestellt. Manche Sammler teilen die Puppen in lediglich drei Kategorien ein:
1. Köpfe eines Babys (bébe´) auf einem Kinderkörper,
2. Bru-Puppenkopf auf einem Holz- und einem Masse-Kompositions-Körper, sowie
3. Modepuppen, französisch „pupee de mode“ oder englisch „fashion ladies“.[1]

Bis 1899 wurden die Puppen von Bru mit vielerlei Markierungen und Porzellanmarken gekennzeichnet, von ganz einfachen wie einem Punkt über einem liegenden Halbmond bis hin zu komplexen Schutzmarken.
Die Schutzmarke Bébé Bru wurde sowohl für starre Puppen als auch für mechanische verwendet. Für die von Bru entwickelten Puppen, „[...] die Laufen, Sprechen, Essen und andere Lebensäußerungen nachahmen konnten“, ließ Bru unter anderem die folgenden Schutzmarken eintragen:
- 1878: Bébé Teteur;
- 1881: Bébé Gourmand;
- 1891: Bébé Petit Pas („Trippelbaby)“.[2]

1899 gehörte Bru zu den Gründungsmitgliedern und war seitdem Mitinhaber der Société Française de Fabrication de Bébés et Jouets (S.F.B.J.).
In den Jahren 1938 und 1955 verwendete S.F.B.J. die Schutzmarke Bru erneut.